# Seuil de Naurouze
Seuil de Naurouze (of Col de Naurouze) is een bergpas van 189 m hoog in het zuiden van Frankrijk bij de plaats Labastide-d'Anjou.
Het punt is gelegen op de grens van de departementen Haute-Garonne en Aude, en werd geïdentificeerd als waterscheiding door Pierre-Paul Riquet toen hij de Canal du Midi ontwierp en bouwde. Ten westen van het punt stroomt het water naar de Atlantische Oceaan. Ten oosten van het punt naar de Middellandse Zee.
Canal du Midi ligt op ongeveer 400 meter van de top.

## Monument
In 1825 werd nabij Bassin de Naurouze een obelisk gebouwd, opgedragen aan Pierre-Paul Riquet.

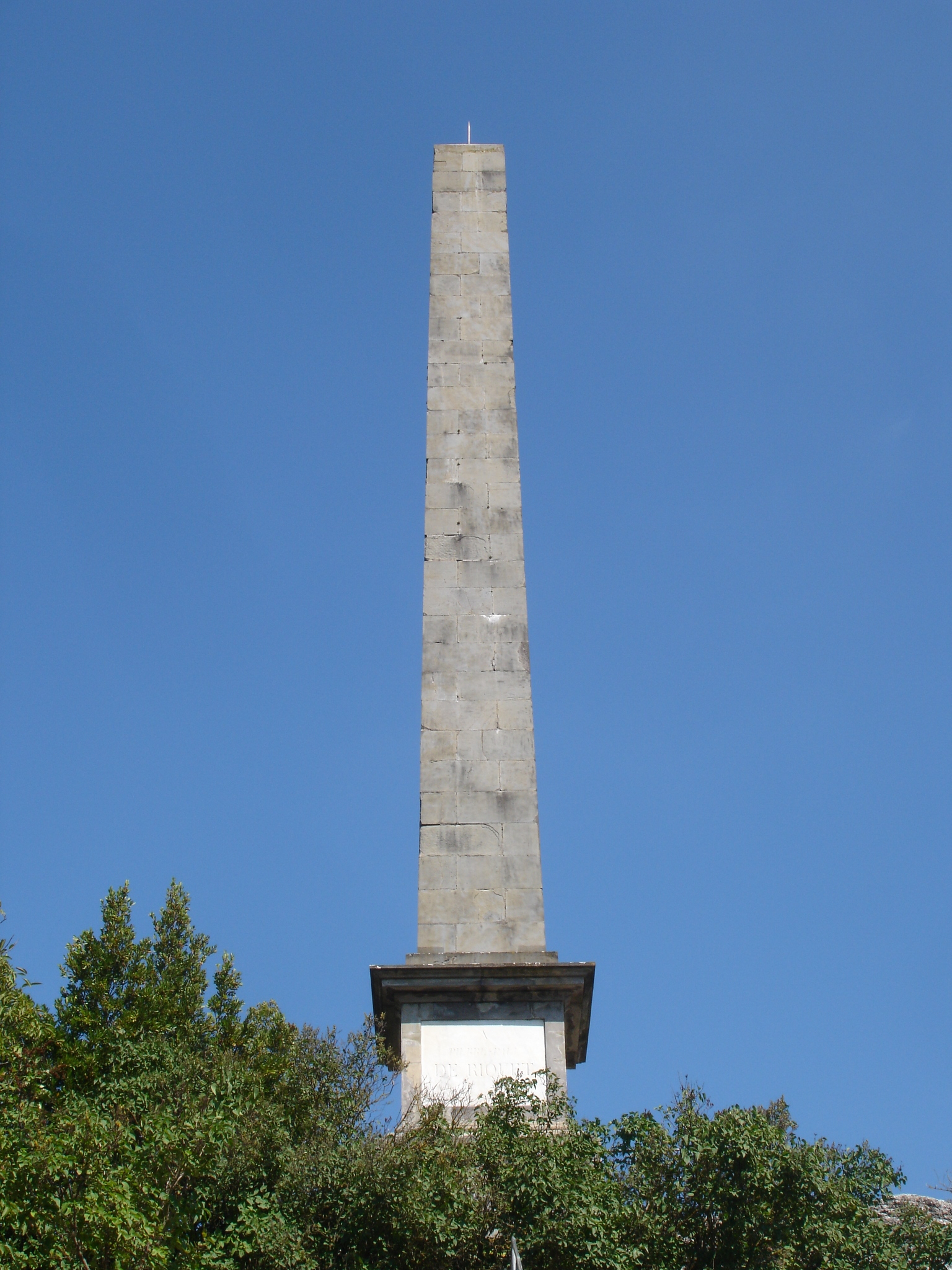
Obelisk

- Obelisk (43° 20′ 58″ NB, 1° 51′ 13″ OL)